# Джура нагара
Джура нагара (или Чюре Нагара) (азерб. Cürə nağara) — азербайджанский народный ударный музыкальный инструмент. Один из самых распространённых ударных инструментов в народной музыке Азербайджана. Мелкий по размеру вид «нагары».

## Этимология
В переводе «нагара» означает «постукивание», а «джура» - «мелкий».

## Описание
Джура нагара одна никогда не используется. Часто сопровождает «бёюк нагару» и ансамбль зурначей.
Корпус изготавливается чаще из абрикосового, тутового, орехового деревьев. На верх натягивается мембрана из козьей или бараньей кожи, которые по своему строению одинаковы. Звуки извлекают из инструмента при помощи двух лёгких палочек с загнутыми назад концами. Диаметр корпуса 300-320 мм, высота 340-360 мм.